# Fußball Bild
Fußball Bild war eine deutsche Sportzeitung mit dem Schwerpunkt Fußball.
Sie erschien ab 20. Januar 2017 montags bis samstags im Verlag Axel Springer SE. Nach eigener Aussage bot sie „das Beste aus der Bild-Sportredaktion plus viele exklusive Extras“. Die Druckauflage lag bei 300.000 Exemplaren. Die verkaufte Auflage gab der Springerverlag nicht bekannt. Laut Medienberichten lag sie 2017 zwischen 40.000 und 55.000 Exemplaren und blieb damit weit hinter den Erwartungen zurück.
Am 9. November 2018 gab der Verlag per Pressemitteilung bekannt, dass Fußball Bild zum Jahresende 2018 eingestellt werde.